# DIN 13050
Die DIN 13050 definiert Begriffe aus dem Rettungswesen, nicht jedoch Standards oder Algorithmen.
Beispielsweise legt sie in Punkt 3.70 fest, dass eine Schnelleinsatzgruppe eine Gruppe ausgebildeter Helfer ist, die so ausgerüstet und ausgestattet ist, dass sie Verletzte, Erkrankte, Geschädigte oder Betroffene in einem Großschadensereignis versorgen kann. Sie beschreibt aber nicht, wie diese aufzubauen ist, sie beschreibt keine Quantitäten oder Qualitäten und legt auch keine anzuwendenden Verfahren fest.
Sie verweist auch nur teilweise auf folgende Normen, wie in Punkt 3.18 Intensivtransporthubschrauber auf die DIN 13230-1.

## Inhalt
Neben einigen medizinischen Begriffen wie Transportfähigkeit werden Begriffe des alltäglichen Rettungsdienstes wie auch zu Großschadenslagen nach Inhalt und Umfang mit dem Ziel der einheitlichen Anwendung beschrieben.

### Allgemein
Es werden allgemein verwendete und soziologisch bereits definierte Begriffe wie Notfall, Patient, Retten, Unfall oder Katastrophe im Kontext des Rettungswesens definiert.

### Funktionen und Personen
Die DIN 13050 legt die verschiedenen Funktionen im Rettungswesen fest. So beschreibt sie ärztliches Personal wie den Notarzt und nichtärztliches Personal wie den Rettungsassistent, Rettungssanitäter oder Rettungshelfer. Ebenfalls wird die strategische Position des Ärztlichen Leiter Rettungsdienst (ÄLRD) festgelegt.
Aber auch die Funktionen von Laien wie dem Ersthelfer, oder dem Ersthelfer im Betrieb im Gegensatz zum Betriebssanitäter, werden beschrieben. Weiter sind etwaige Betroffene, wie der Verletzte aufgeführt.

### Material und Ausrüstung
Auch technische Rettungsmittel wie der Krankentransportwagen, Rettungswagen oder Luftrettungsmittel wie der Rettungshubschrauber. Allerdings werden Medizinprodukte, Arzneimittel und Verbandmittel nur unter dem Schlagwort Rettungsmaterial definiert.

### Strategische & taktische Begriffe
Der Massenanfall von Verletzten wird definiert. Des Weiteren finden sich auch Begriffe wie Hilfsfrist auf. Für das taktische Vorgehen, vor allem bei größeren Lagen, werden der Behandlungsort wie auch der Bereitstellungsraum beschrieben.

## Änderungen
Gegenüber ihrer Ausgabe DIN 13050:1996-06 werden die Begriffe des Laienhelfers, der Lebensrettenden Sofortmaßnahmen und der Großschadenfall im Rettungsdienst nicht mehr definiert.